# Cap Cors

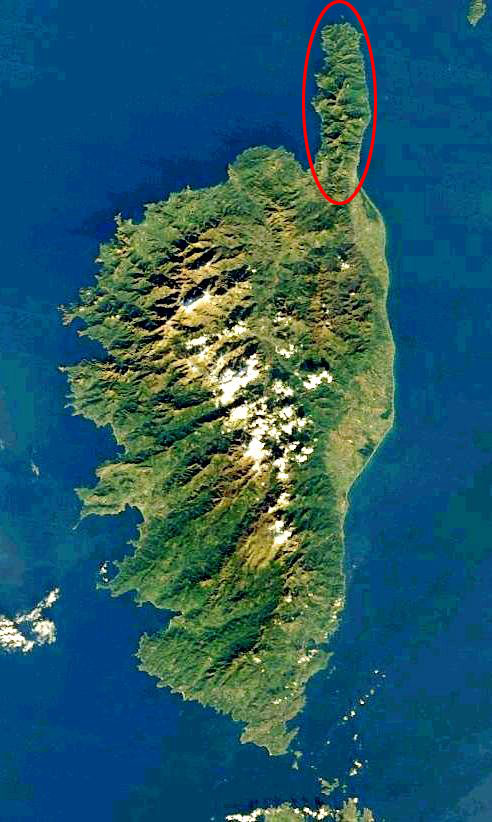
Situació geogràfica del Cap Cors

El Cap Cors (en cors Capicorsu) és una península situada al nord-est de l'illa de Còrsega. Els seus habitants, els Capcorsins, l'anomenen l'Isula inde l'Isula (l'illa dins l'illa).

## Geografia
El Cap Cors s'estén al nord de la línia Bastia – Saint Florent, amb uns 40 km de llarg de nord a sud, i de 10 a 15 km de llarg.
Una cadena muntanyosa, la Serra, s'estén al llarg del Cap, de la Serra di Pignu (960 m), al sud, fins al Monte di u Castellu (540 m), al nord. La Cima di e Follicie, de 1.322 metres d'alt, n'és el punt culminant, tot i que el Cap compta amb més de vuit cims que passen els mil metres, com el Monte Stellu.

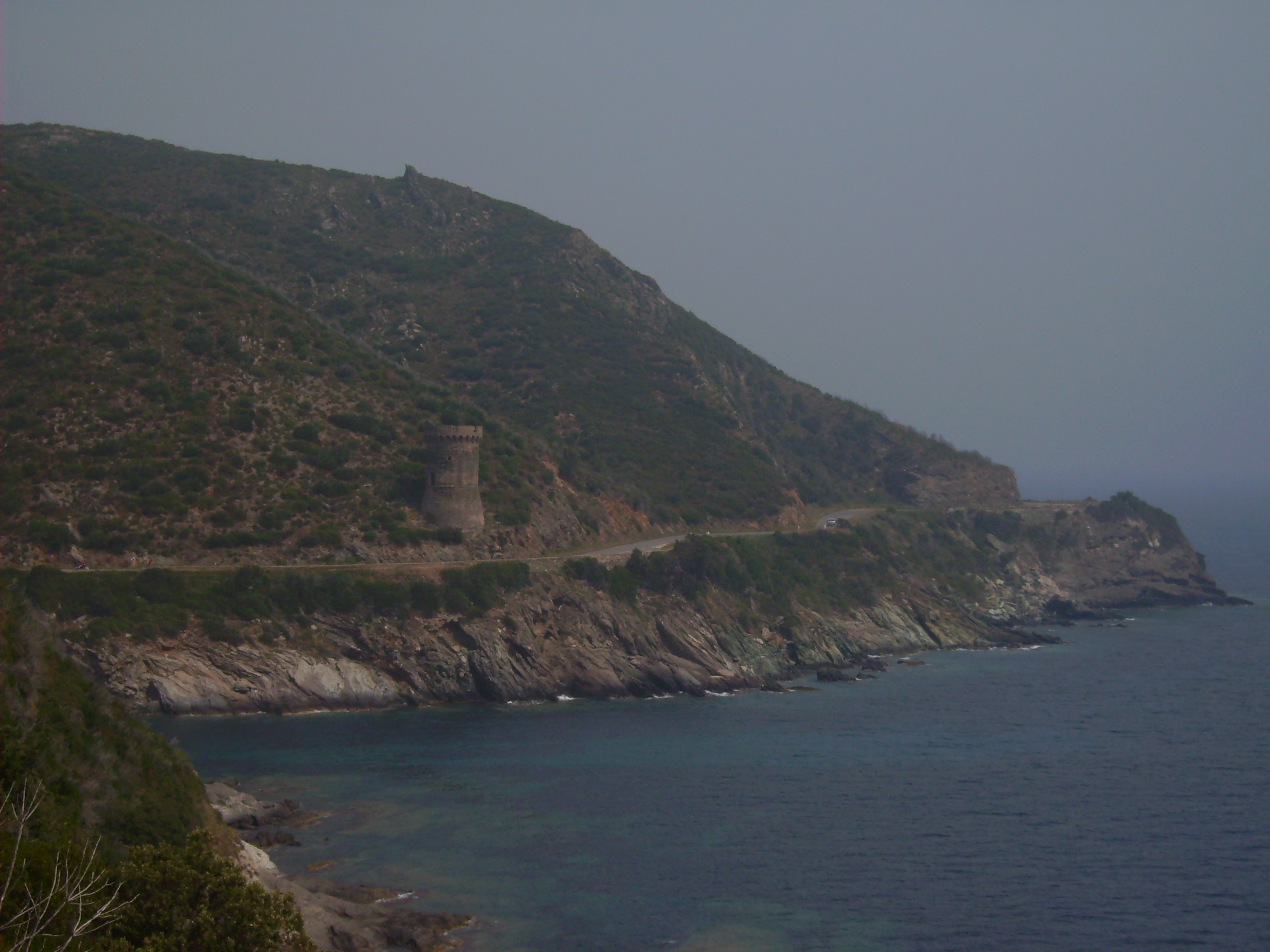
Costa oriental del Cap Corse - Tour de l'Osse

El litoral, força accidentat, comprèn poques platges. El relleu és descendent i força abrupte fins al mar. Un terç de les torres destinades a protegir l'illa dels atacs navals, eren construïdes al voltant del Cap.

## Història
Es diu que Sèneca hi va passar el seu exili (de 41 a 49 dC) a la torre que avui dia porta el seu noml al col Sainte-Lucie, a Luri.
La caiguda de l'Imperi Romà fou seguida d'un període de revoltes i caos, durant els quals la població del cap no va estar sota el domini de cap senyor. Tot i això, va patir atacs de vàndals, llombards i bàrbars.
Arran de la revolta dels corsos contra Gènova, Giacomo Santo II Da Mare es va unir a Sampiero Corso, i lluità a favor de la intervenció francesa a Còrsega. En 1554, a la caiguda de Sampiero, en represàlia, les autoritats genoveses desmantellaren el castell de San Colombanu.
Més tard, el Cap Cors fou posat sota l'administració directa de la República de Gènova el 1592, per la intervenció de l'almirall Agustí Doria.
El 1757, Pascal Paoli alliberà el cap Cors i el va unir a la República de Còrsega. El 1768, Rogliano esdevingué capital de la nova província francesa del Cap Cors, que després fou sotsprefectura del departement del Golo el 1790.

## Administració
El Cap Cors ocupa els cantons de Capobianco i de Sagro-di-Santa-Giulia, i una part dels de Conca-d'Oro i San-Martino-di-Lota.
La Comunitat de municipis del Cap Cors agrupa 18 municipis :
| - Barrettali - Brando - Cagnano - Canari - Centuri - Ersa | - Luri - Meria - Morsiglia - Nonza - Ogliastro - Olcani | - Olmeta-di-Capocorso - Pietracorbara - Pino - Rogliano - Sisco - Tomino |

Alguns municipis més meridionals també són considerats com a capcorsins :
| - Santa-Maria-di-Lota - San-Martino-di-Lota - Ville-di-Pietrabugno |  | - Farinole - Patrimonio - Barbaggio |

## Economia i patrimoni
L'hàbitat humà s'hi desenvolupa en funció del relleu, que és força característic. Gairebé tots els nuclis municipals són agrupats en altitud, al voltant d'esglésies i capelles, i només algunes d'elles es dediquen al mar. Els ports sovint eren atacats pels berberiscs, raó per les que s'hi construïren nombroses torres de guaita per a alertar dels atacs. Avui es dediquen a la pesca i al turisme.

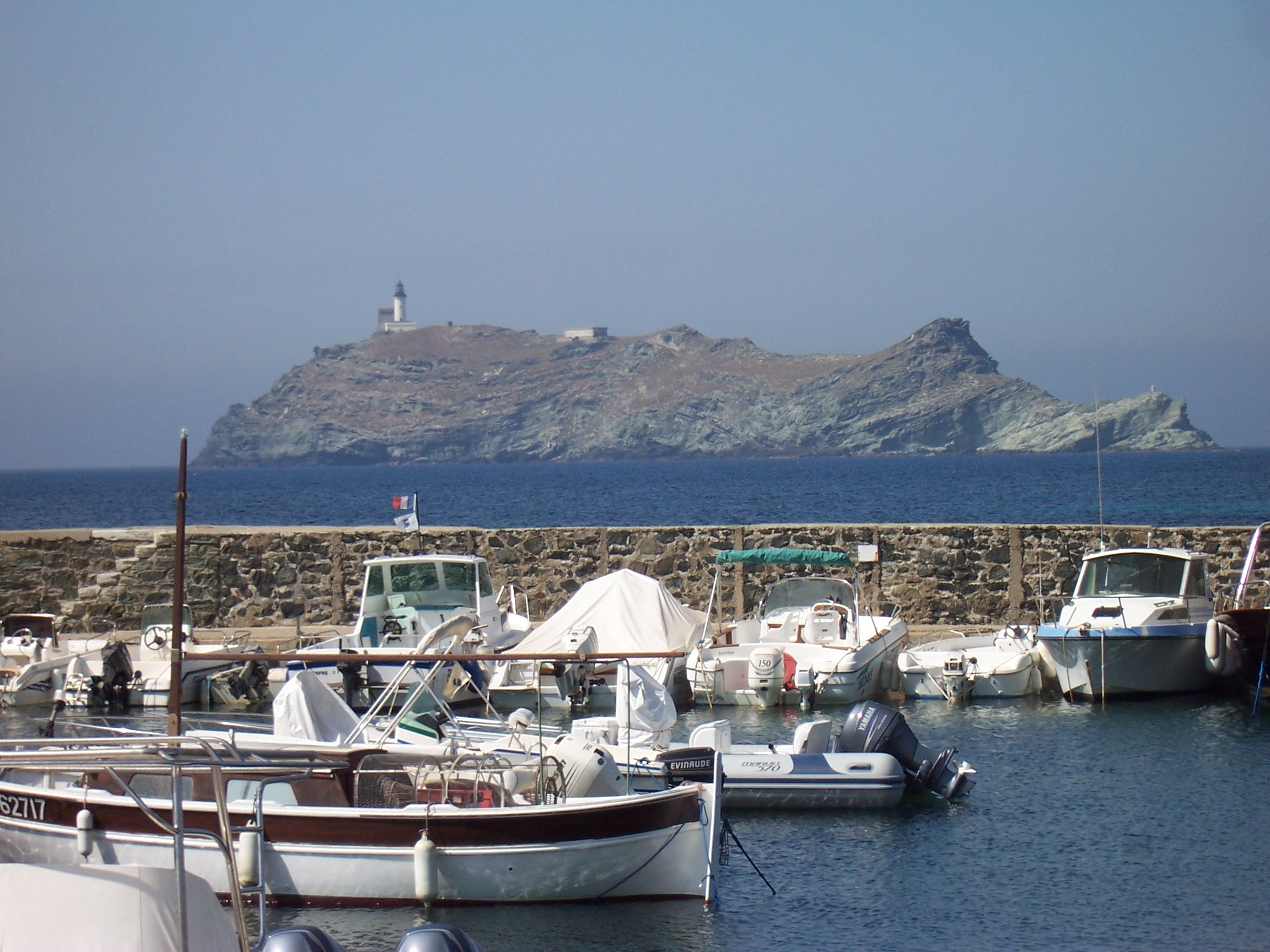
Extrem nord del Cap – Vista al sud l'illa de la Giraglia

Al llarg de la costa de Bastia a Saint-Florent, s'hi troben les marines següents :
- Petranera i Grisgioni (San-Martino-di-Lota)
- Miomu (Santa-Maria-di-Lota)
- Lavasina et Erbalunga (Brando)
- Marina di Siscu (Sisco)
- Marina di Petracurbara (Pietracorbara)
- Portichjulu (Cagnano)
- Santa Severa (Luri)
- Marina di Meria (Meria)
- Macinaghju (Rogliano)
- Tollari et Barcaghju (Ersa)
- U Portu (Centuri)
- Mute (Morsiglia)
- Scalu (Pino)
- Ghjottani (Barrettali)
- Scala et Cannelle (Canari)
- Albu (Ogliastro)
- Negru (Olmeta-du-Cap)
- Marina di Ferringule (Farinole).

Els principals ports de pesca són Centuri i Macinaghju. També hi ha conreu de fruiters, oliveres i vinya, destacant-hi el vi d'AOC «Muscat du Cap Corse» a Pietracorbara i Rogliano i a la part meridional AOC «Patrimonio» a Patrimonio i Barbaggio.